# Olinek Okrąglinek
Olinek Okrąglinek (ang. Rolie Polie Olie, 1998–2005) – kanadyjski serial animowany.
78-odcinkowy serial emitowany w Polsce na kanałach Canal+ (odc. 1-13), MiniMax (odc. 1-39), MiniMini (wszystkie odcinki), KidsCo oraz Nickelodeon Polska (premiera: 6 września 2023 roku, w godzinach w którym serial jest nadawany na antenie stacji Nickelodeon: 9:25 nad ranem do 9:40 nad ranem, 12:05 po południu do 12:20, 12:20 po południu do 12:45 po południu, 12:45 po południu do 13:10 po południu, 13:10 po południu do 13:20 po południu, oraz o 16:00 po południu do 16:30 po południu).
Odcinki 27-44, 46-52 są dostępne na kanale YouTube Treehouse Direct Polska.

## Opis serialu
Serial opowiada o przygodach Olinka Okrąglinka – chłopca, który jest robotem – żyje w świecie, gdzie wszystko jest okrągłe: okrągli rodzice, siostra, pies, okrągłe domy i przedmioty. W jego zautomatyzowanym świecie drzwi same się otwierają, a przedmioty domowego użytku podają pomocną dłoń. Olinek codziennie przeżywa niesamowite przygody i zmaga się z wieloma problemami. Wiele kłopotów sprawia mu też jego młodsza siostra, którą Olinek musi się opiekować.
„Olinek” został uhonorowany nagrodą Gemini w 1999 roku oraz dwukrotnie nagrodą Daytime Emmy.

## Spis odcinków
| Nr             | Polski tytuł                          | Angielski tytuł                             |
| Film           | Film                                  | Film                                        |
| -------------- | ------------------------------------- | ------------------------------------------- |
| F1             | Olinek Okrąglinek: Obrońca uśmiechu   | Rolie Polie Olie: The Great Defender Of Fun |
| Seria pierwsza |                                       |                                             |
| 1              | Mała siostrzyczka, duży kłopot        | Little Sister, Big Bother                   |
| 1              | Na dobre i na złe                     | Through Trick and Thin                      |
| 1              | Pora spać                             | Bedlam                                      |
| 2              | Cymonowa grzanka                      | Ciminin Toast                               |
| 2              | Kamiulek Dzidziulek                   | I Find Rock                                 |
| 2              | Latająca szczęka                      | Tooth on the Loose                          |
| 3              | Spanko dla Psota                      | A Nap For Spot                              |
| 3              | Wieczór z potworami                   | Monster Movie Night                         |
| 3              | Złota rybka to nie Psot               | Top Dog Fish                                |
| 4              | Domowi detektywi                      | House Detectives                            |
| 4              | Ogrodowa dżungla                      | The Backyard Jungle                         |
| 4              | Najlepszy na świecie program pod psem | The Best Doggone Show in the World          |
| 5              | Wyspa skarbów                         | Mutiny on the Bouncy                        |
| 5              | Kamera filmowa                        | Roll the Camera                             |
| 5              | Łódź dziadka                          | Pappy’s Boat                                |
| 6              | Gdzie jest dziadek?                   | Where’s Pappy?                              |
| 6              | Hip hop                               | Hopin’ and a Hoppin’                        |
| 6              | Tak jak tata                          | Just Like Dad                               |
| 7              | Urodziny Psota                        | Spot’s Birthday                             |
| 7              | Rycerz Leliwa Oliwa                   | Sir Rolie Polie Oily                        |
| 7              | Uniwersalny Psot                      | Universal Spot                              |
| 8              | Planeta Kwadratancja                  | Squaresville                                |
| 8              | Harmonijka Zolinki                    | Zowie’s Harmonica                           |
| 8              | Niegrzeczny Okrąglinek                | Unruly Polie Olie                           |
| 9              | Hopohop                               | Rolie Polie Pogo                            |
| 9              | Okręt dziadka                         | Two Not So Easy Pieces                      |
| 9              | Tany, tany                            | Gotta Dance                                 |
| 10             | W młodości dziadka                    | Pappy Days                                  |
| 10             | Papugowanie                           | Copy Cat N’ Mouse                           |
| 10             | Okrąglici                             | The Bump                                    |
| 11             | Zabawy z Zolinką                      | Zowie Got Game                              |
| 11             | Czkawka                               | Hickety Ups                                 |
| 11             | Zimna lodzia                          | Chili’s Cold                                |
| 12             | Jeden tata i drugi tata               | Our Two Dads                                |
| 12             | Kim być?                              | What to Be                                  |
| 12             | Magnesowcy                            | Magno-Men                                   |
| 13             | Polowanie na rzeczy                   | Scavenger Hunt                              |
| 13             | Atak na Jacka                         | What’s Up Jack?                             |
| 13             | Dorośli i dzieci                      | Grown Ups and Kids                          |
| Seria druga    |                                       |                                             |
| 14             | Mama wychodzi z domu                  | Mom’s Night Out                             |
| 14             | Ospa z groszkiem                      | Polie Pox                                   |
| 14             | Kapeluszolot                          | Da Plane! Da Plane!                         |
| 15             | Niespodzianka                         | Surprise!                                   |
| 15             | Łapka na myszy                        | Mousetrap                                   |
| 15             | W kosmos i nie tylko                  | To Space And Beyond                         |
| 16             | Pan Rybka                             | Go Fish                                     |
| 16             | Rolkowanie                            | Roller Derby                                |
| 16             | Prezent urodzinowy dla Mamy           | A Birthday Present for Mom                  |
| 17             | Trochę podrasowane autko              | A Little Souped Coup-y                      |
| 17             | Deszczu, przestań padać               | Rain Rain Go Away                           |
| 17             | Dziki plażowy Gizmo                   | Beach Blanket Gizmo                         |
| 18             | Robodziadek typ Y-2                   | Y2 Pappy                                    |
| 18             | Do góry nożnie                        | Upside Downers                              |
| 18             | Zagubiona lala                        | Cutie Go Bye-Bye                            |
| 19             | List ze szkoły                        | Olie’s Note                                 |
| 19             | Mały Binky                            | Baby Binky                                  |
| 19             | Dzień bicia rekordów                  | A Record Bustin’ Day                        |
| 20             | Gdzie się podział Oli?                | Where O Where Did Olie Go?                  |
| 20             | A to ci pies!                         | Gone Dog-Gone Dog                           |
| 20             | Duża przygoda małych robotów          | A Chip Off the Young Orb                    |
| 21             | Opowieść o Strasznym Dyńku            | The Legend Of Spookie Ookie                 |
| 21             | Straszne strachy                      | Oooh Scary                                  |
| 21             | Zolinka – królowa dyń                 | Zowie Queen Of The Pumpkins                 |
| 22             | Kupidynek                             | Looove Bug                                  |
| 22             | Zostało nam siedem minut              | Seven Minutes and Counting                  |
| 22             | Nowy strój Olinka                     | Olie’s New Suit                             |
| 23             | Niewidzialni w akcji                  | Mission Invisible                           |
| 23             | Atleci                                | Muscle Bots                                 |
| 23             | Hipno oczki                           | Hypno-Eyes                                  |
| 24             | Gwiazdka na gwiazdkę                  | Starry Starry Night                         |
| 24             | Bałwanek                              | Snowie                                      |
| 24             | Gwiazdkowa Wigilia                    | Jingle Jangle Day’s Eve                     |
| 25             | Małe zoo                              | Little Bot Zoo                              |
| 25             | Zoli supermenka                       | Zowie Soupy Hero                            |
| 25             | Autko się nie mieści                  | Coupy Won’t Fit                             |
| 26             | Sprząta Zoli, sprząta Oli             | Zowie Do, Olie Too                          |
| 26             | Kostka wchodzi do gry                 | Dicey Situation                             |
| 26             | Kanciasty samolot                     | Square Plane in a Round Hole                |
| Seria trzecia  |                                       |                                             |
| 27             | Domek jest chory                      | Home Sick                                   |
| 27             | Gonić liścia                          | Leaf Me Alone                               |
| 27             | Kwadratura koła                       | Round and Round and Square We Go            |
| 28             | Zębatka szczęścia                     | Throw it in Gear                            |
| 28             | Ząb za ząb                            | A Tooth for a Tooth                         |
| 28             | Okrąglinkowa kolekcja                 | Polie Collectables                          |
| 29             | Psie wariacje                         | Doggie Day Afternoon                        |
| 29             | Widocznie niewidoczni                 | Visibly Invisible                           |
| 29             | Lilipucieńka Gwiazdeńka               | Itty Bitty Baby Starry                      |
| 30             | Dzieciakowa mowa                      | Baby Talk                                   |
| 30             | Poznajmy się                          | Putting on the Dog                          |
| 30             | Zoli gwizdu, gwizdu                   | Whistlin’ Zowie                             |
| 31             | Kanciaste korzenie                    | Square Roots                                |
| 31             | Oli 1, Oli 2, Oli 3, Oli 4…           | 1 Olie, 2 Olie, 3 Olie, 4                   |
| 31             | Zamiana                               | Switcheroo                                  |
| 32             | Ochłoda                               | Cool It                                     |
| 32             | Kropka i Kobra                        | Polie Pests                                 |
| 32             | Biwak                                 | Campout                                     |
| 33             | Podróże w czasie                      | Rewind                                      |
| 33             | Kto jest najlepszy?                   | Who’s the Bestest of Them All               |
| 33             | Dlaczego?                             | But Why?                                    |
| 34             | Giz-nezia                             | Giz-nesia                                   |
| 34             | 1001 robocich nocy                    | 1001 Gearabian Nights                       |
| 34             | Rodeo na Okrąglinkowym Ranczu         | Showdown at the Ol’ Polie Corral            |
| 35             | Odrobina historii                     | Let’s Make History                          |
| 35             | Przygody kosmicznych tatów            | Adventures of Space Dads                    |
| 35             | Dzień Wiesia Śmiesia                  | Silly Willy Day                             |
| 36             | Szczęki                               | Gotcha!                                     |
| 36             | Wiosenna kura                         | Springy Chicken                             |
| 36             | Jajo szczęścia                        | A Polie Egg-stravaganza                     |
| 37             | Ciasteczkowa afera                    | Detective Polie’s Cookie Caper              |
| 37             | Kłamstwo                              | The Lie                                     |
| 37             | Pora na dobranoc                      | Guess It’s Nite Nite                        |
| 38             | Kiedy Zoli urośnie…                   | When Zowie All Growed Up                    |
| 38             | Siabadabada, Psot kąpiel ma           | Scrub-a-Dub-Dubby, A Spot in the Tubby      |
| 38             | Zabawa w spanego                      | Hide and Go Sleep                           |
| 39             | Rozluźnij się i strzelaj!             | Just Putting Around                         |
| 39             | Super Zoli i Bugi Piór                | Soupy Zowie and the Bogey Bot               |
| 39             | Tylko bez przytulania                 | No Hugs Please                              |
| Seria czwarta  |                                       |                                             |
| 40             | Portret rodzinny                      | Family Portrait                             |
| 40             | Lekcja z dziadkiem                    | Show and Tell                               |
| 40             | Mała pomocna dłoń                     | Little Helping Hand                         |
| 41             | Przyjaciel duch                       | Pretend Friend                              |
| 41             | Zakatarzony dzień tatusia             | Beddy Day for Daddy                         |
| 41             | Chunk Skrętek                         | Chunk Squarey                               |
| 42             | Lody dla ochłody                      | We Scream for Ice Cream                     |
| 42             | Ratunek dla włosa                     | Pomps Up                                    |
| 42             | Podnieś kotwicę!                      | Anchors Away                                |
| 43             | Chłopaki nie płaczą                   | Guys and Dollies                            |
| 43             | Zakazane słowo                        | DinglieDanglieDoodle                        |
| 43             | Konkurs tańca                         | Dancin’ Machines                            |
| 44             | Zdradliwa bańka                       | Bubble Trouble                              |
| 44             | Telewidzowie na ratunek               | Calling All Space Boys                      |
| 44             | Binky psuja                           | Binky Break                                 |
| 45             | Najgorszy z najgorszych               | Who’s the Worstest                          |
| 45             | Układanka                             | Puzzle Peace                                |
| 45             | Robo harcerze                         | Robo Rangers                                |
| 46             | Kosmos przeciwko rdzy                 | Rust in Space                               |
| 46             | Nakręcona mamusia                     | All Wound Up                                |
| 46             | Mydelniczkowe wyścigówki              | Soap-bot Derby                              |
| 47             | Skarb piratów                         | Treasure of the Rolie Polie Madre           |
| 47             | Kto znajdzie zgubę?                   | Lost and Found                              |
| 47             | Kwiatusiek Zolinki                    | Zowie’s Petals                              |
| 48             | Noc za dnia                           | Day for Night                               |
| 48             | Dwa kułka                             | Zowiecycle                                  |
| 48             | Mistrz Oli                            | Mighty Olie                                 |
| 49             | Gwiezdna telusia                      | Space Tell!                                 |
| 49             | Cudowni, gwiezdni bohaterowie         | Ultra Good Space Heros                      |
| 49             | Życie jest okrągluśkie                | It’s a Round-iful Life                      |
| 50             | Dzień okrągłoradości                  | Cheery Spherey Day                          |
| 50             | Pamiętnik Olinka                      | Diary Daze                                  |
| 50             | Billy usypiacz                        | Rockabye Billy                              |
| 51             | Zbudź się, domku                      | Housey Wake Up                              |
| 51             | Smutne autko                          | Blue Coupey                                 |
| 51             | Dziękuję, proszę, przepraszam         | Yesthankyouplease                           |
| 52             | Kółeczek                              | Wheelie                                     |
| 52             | Patatajka                             | Clippy Clop                                 |
| 52             | Błaznowaty Olinek                     | Doofy Looking Olie                          |
| Seria piąta    |                                       |                                             |
| 53             | Pieśń niebieskiej ryby                | Song of the Bluefish                        |
| 53             | Biedroneczko, leć do nieba            | Lady Bug, Lady Bug, Fly Away Home           |
| 53             | Noc u Kanciaków                       | Bevel-Beddy Bye                             |
| 54             | Mały bohater                          | A Little Hero                               |
| 54             | Urodziny Binky’ego                    | Binky’s Birthday                            |
| 54             | Schowana na widoku                    | Hiding in Plain Sight                       |
| 55             | Jakoś damy radę                       | Making the Best of It                       |
| 55             | Najsuperniejszy robot                 | Superest Bot of Them All                    |
| 55             | Wszędzie kable                        | Oh Olie, Olie, It’s a Wired World           |
| 56             | Wybaczyć i zapomnieć                  | Forgive And Forget It                       |
| 56             | Psot bohater                          | Spot That Hero                              |
| 56             | Świąteczne życzenia                   | A Jingle Jangle Wish                        |
| 57             | Dino boty                             | Dino Bots                                   |
| 57             | Liczy się dobra gra                   | A Couple of Good Sports                     |
| 57             | Przyjaciele dziadka                   | Pappy’s Pals                                |
| 58             | Szybka pomoc                          | Bots Will Be Boys                           |
| 58             | Śrubek                                | Screwy                                      |
| 58             | Śliczna królewna Zoli                 | Good Princess Zowie                         |
| 59             | Pani motylek                          | Madame Bot-erfly                            |
| 59             | Tajemnicze pudełko                    | Boxing Day                                  |
| 59             | To niesprawiedliwe!                   | It’s Just Not Fair                          |
| 60             | Wyzywam Cię!                          | Dare Ya                                     |
| 60             | Duch pirata                           | Roundbeard’s Ghost                          |
| 60             | Śrubek atakuje                        | Screwy Day                                  |
| 61             | Przeciąganie Kółeczka                 | Tug-A-Wheelie                               |
| 61             | Zawsze goni za tęczą                  | Always Chasing Rainbows                     |
| 61             | Pilnuj swego nosa                     | Follow Yer Nose                             |
| 62             | Trzymetrowy Olinek                    | Ten Foot Olie                               |
| 62             | Powódź                                | The Big Drip                                |
| 62             | Inwazja łaskotników                   | Invasion of the Ticklers                    |
| 63             | Oglądacze wichajstrów                 | Widget Watchers                             |
| 63             | Wyślij i odbierz                      | Shippin’ and Receivin’                      |
| 63             | Najlepsza wycieczka ze wszystkich     | The Best-est Field Trip of All              |
| 64             | Ślepy jak robot                       | Blind As A Bot                              |
| 64             | Piękna i Bestiobot                    | Beauty And The Bot                          |
| 64             | Służbot                               | Olie’s Bot-Ler                              |
| 65             | Chunk ma kłopoty                      | Chunk Sings The Blues                       |
| 65             | Ładny gips                            | Cast Off                                    |
| 65             | Wszystko dobre, co się dobrze kończy  | Orb’s Well That Ends Well                   |
| Seria szósta   |                                       |                                             |
| 66             | Super Zolinka i Pielucha Duet         | Soupy-Zowie and Diaper Dyma-no              |
| 66             | Magnesica                             | Magnetitus                                  |
| 66             | Małe życzenie                         | A Little Wish                               |
| 67             | Ciocia odlocia                        | Blast From The Past                         |
| 67             | Śrubek na punkcie Śrubka              | Gone Screwy                                 |
| 67             | Mateczka Giz                          | Mother Giz                                  |
| 68             | Mała gwiazdkowa gwiazdka              | A Little Jingle Jangle Sparker              |
| 68             | Prezent dla Kulkołaja                 | A Gift For Klanky Klaus                     |
| 68             | Kwadratowe święto                     | All’s Squared Away Day                      |
| 69             | Oddawaj, Ponurus                      | Give It Back Gloomius                       |
| 69             | Niesprężony Oli                       | Olie Unsproinged                            |
| 69             | Mężczyzna w domku                     | Bot O’ The Housey                           |
| 70             | Zagumieni                             | Gumming Up The Works                        |
| 70             | Przymusowa współpraca                 | Hands Across Polieville                     |
| 70             | Okrąglinkowa planeta                  | Rolie Polie Pop Tops                        |
| 71             | Śniadaniopak 3000                     | Lunchmaster 3000                            |
| 71             | Planeta klocków                       | Puzzle Planet                               |
| 71             | Cały dzień do tyłu                    | A Totally Backwards Day                     |
| 72             | Domowa szkoła                         | Zowie’s School Daze                         |
| 72             | Dzień świetlistej żaróweczki          | Beacon Blinkin’ Day                         |
| 72             | Gdy pan Słoneczko zbladł              | When Mr. Sunny Gets Blue                    |
| 73             | Prostorozciągacz                      | Straighten Upper-er To The Rescue           |
| 73             | Poszukiwacze zaginionych manier       | The Great Manner Hunt                       |
| 73             | Święto bękobaniek                     | Polie Poppin’ Day                           |
| 74             | Tajemnice niemowlaków                 | The Secret Life Of Babies                   |
| 74             | Ciiii                                 | Shhhhhh!!                                   |
| 74             | Ja chcę być dzieckiem                 | The Coochie Coochie Coo Blues               |
| 75             | Duże dzieci                           | Big Babies                                  |
| 75             | Dzień bzikolatawców                   | Kooky Kites                                 |
| 75             | Opiekun do dzieci                     | Twin Sittin’                                |
| 76             | Okrąglinkowe figle                    | A Polie Family Frolic                       |
| 77             | Czy ktoś widział Kizię i Mizia?       | Has Anybody When See Coo?                   |
| 78             | Dzieci odnajdują dom                  | Babies Go Home                              |